# Seznam zoologických zahrad na Slovensku
Toto je seznam zoologických zahrad na Slovensku:
| Národní zoologická zahrada Bojnice  | ZOO Bojnice - Vchod          | Zoologická zahrada v Bojnicích je nejstarší zoo na Slovensku. Byla veřejnosti zpřístupněna v roce 1955. Mezi největší atrakce zoo patří např. motýlí zahrada (průchozí skleník s volně vypuštěnými motýly), pavilon Slonů afrických, které Zoo Bojnice chová jako jediná na Slovensku ale také antilopy bongo, zebry horské nebo orangutany bornejské, které rovněž nechová žádná jiná zoo na Slovensku. Celkem je v zoo 416 druhů zvířat, přičemž nechybí např. dětská zoo, pavilon opic, šelem, ptáků nebo vivárium. Zoo je oblíbená také díky své poloze v lázeňském městě Bojnice a v blízkosti Bojnického zámku. Zoo je mimo jiné členem WAZA, EAZA, UCSZOO a dalších organizací.                                                                           |
| Zoologická zahrada Bratislava       | White Lion                   | Zoologická zahrada ležící v hlavním městě Slovenska Bratislava v části Mlynská dolina. Žije tu 152 druhů zvířata a zoo má rozlohu 92 ha. Je známá hlavně díky exemplářům Bílých tygrů, Lvů jihoafrických společně s dalšími šelmami obývající Pavilon šelem, také díky Hrošíkům liberijským, Zebrám, Žirafám, Antilopám nebo novému Pavilonu primátů. Součástí zoologické zahrady je i Dinopark. Kvůli novému vedení zoo byl však v roce 2021 uzavřen. Areál zoo byl otevřen v roce 1960. Zoo hrozilo několikrát zrušení, např. v letech 1981 - 1985 byly uzavřeny dvě třetiny zoo z důvodu výstavby potrubí a v roce 2003 bylo vynuceno přesunutí vstupu do areálu, z důvodu výstavby slovenské dálnice D2, která se nachází v těsném sousedství s areálem zoo. |
| Zoologická zahrada Košice           | Košice ZOO 25                | Zoologická zahrada Košice se nachází v druhém největším městě Slovenska, Košicích v městské části Kavečany. Byla otevřena v roce 1986. S rozlohou 75 ha (expozice, celkově 288 ha) jde o největší zoo na území Slovenska i Česka. Zoo se zaměřuje převážně na euroasijskou faunu. Žije tu více než 180 druhů, mezi ty nejznámější patří Tuleň, Medvěd hnědý, Tučňák Humboldtův nebo Tygr sibiřský. Součástí zoo je i Dinopark, momentálně jediný na Slovensku. Zoo byla zapsána do Guinnessovy knihy rekordů díky narození medvědích paterčat v roce 2002. |
| Zoologická zahrada Spišská Nová Ves | Spišská Nová Ves panorama 01 | Zoologická zahrada Spišská Nová Ves byla otevřena v roce 1989. Nachází se tu 70 druhů zvířat, např. Puma americká, Velbloud dvouhrbý, Šimpanz učenlivý nebo Tygr ussurijský. Součástí zoo je také arboretum se 30 druhy dřevin. Zoo má rozlohu 8,5 ha a je to nejmladší a druhá nejmenší zoo na Slovensku. |
| Zoologická zahrada Stropkov         | ZooParkStropkov1             | Tato zoologická zahrada se nachází na východě Slovenska, v Prešovském kraji. Žije tu cca 60 druhů zvířat. Byla otevřena v roce 1984. V zoo se nachází řada atrakcí pro děti. |